# Sixten Otto Brenner
Sixten Otto Brenner (3. august 1899, København – 7. maj 1971, Malmø) var en dansk professionel slægtsforsker. Han grundlagde firmaet Personalhistorisk Institut i København, og var direktør for det fra 1920–1955. Derefter flyttede han til Malmø og grundlagde der Arkiv för svensk släktforskning. Han var ordfører i Skånes Genealogiske Forening 1962–1963 og kasserer samme sted 1957–1966.
I 1920'erne og 1930'erne havde han stor succes med at udarbejde og sælge slægtsbøger til private. Men ret hurtigt opdagede han, at kunderne var mere villige til at betale for arbejdet, hvis han kunne påvise adelige eller kongelige aner i slægten. Af den grund begyndte han at forfalske resultaterne, så han kunne indsætte et passende antal berømte aner i slægten. Der er i tidens løb påvist utallige af den slags fejl i hans arbejde, og hans bøger fra denne periode skal derfor tages med betydeligt forbehold.
Hans ry som slægtsforsker blev herved efterhånden særdeles blakket, og forretningen begyndte at gå dårligt. Dertil kom, at han under krigen havde været medlem af Dansk-Tysk Forening. På den baggrund valgte han i 1955 at flytte til Malmø.
Han havde imidlertid lært af sine fejl. Samtidig er der ingen tvivl om, at han var en dygtig slægtsforsker, og han havde gennem sine falsknerier opnået et indgående kendskab til den danske adel. Hans arbejde fra tiden i Sverige er derfor generelt præget af meget høj faglig kvalitet.
Hans sidste værk var bogen Nachkommen Gorms des Alten I-XVI Generation. Heri opregner han 3062 efterkommere efter Gorm den Gamle i perioden frem til begyndelsen af 1400-tallet. Med denne bog ville han tydeligvis sætte sig et eftermæle og genoprette sit gode navn og rygte i Danmark. Bogen blev mødt med stor mistillid i Danmark, og mange forsøgte, at finde bevidste fejl i den. Det lykkedes dog ikke, og i dag er bogen anerkendt som et absolut standardværk i sin genre.
Brenners efterladte samlinger af genealogisk materiale befinder sig på Universitetsbiblioteket i Lund.
Har udgivet bøgerne:
- Varbergs bouppteckningar 1641-70 (1966)
- Ystads bouppteckningar 1611-1735 (1965)
- Var folkungarna av fransk härkomst? (1959)
- Nachkommen Gorms des Alten I-XVI Generation (1965)
- Uppsala universitets matrikel 1595–1817. Register. På uppdrag av universitetets rektor utgivet av S. Otto Brenner och Gösta Thimon.  (Acta Universitatis Upsaliensis. Skrifter rörande Uppsala universitet. C. Organisation och historia. 20) 1971.